# Cartas credenciales

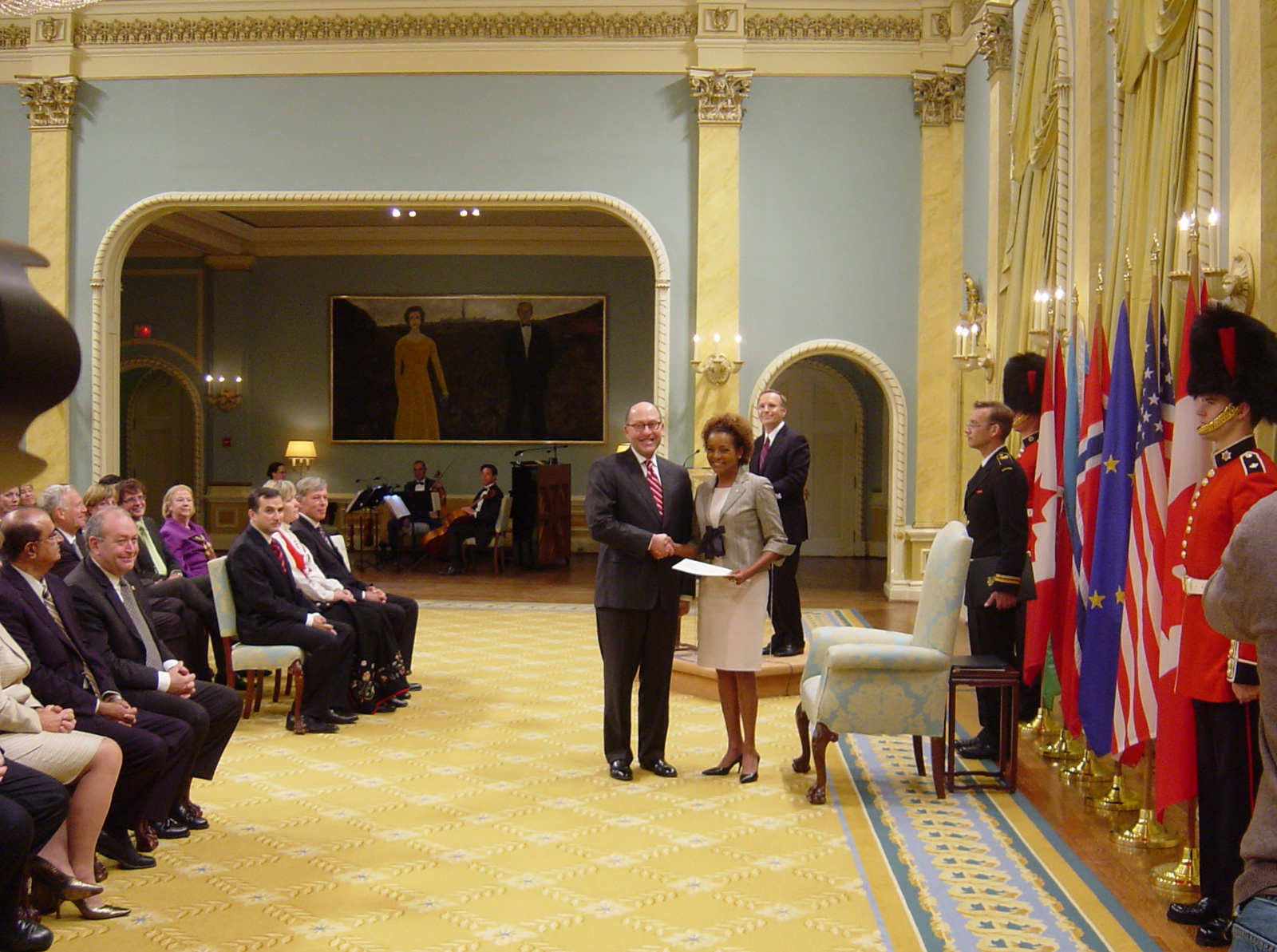
David Jacobson, embajador de los Estados Unidos en Canadá, presenta sus cartas credenciales a la Gobernadora General de Canadá Michaëlle Jean el 29 de octubre de 2009.

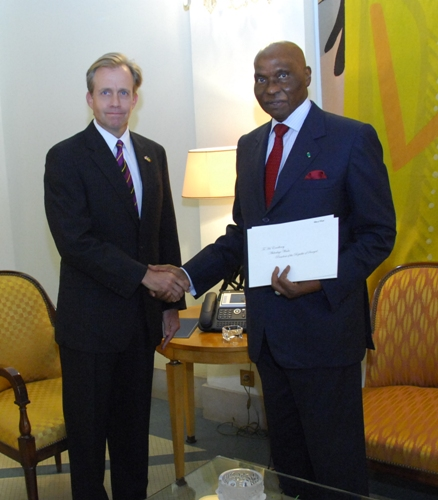
Embajador de los Estados Unidos en Senegal, Lewis A. Lukens, presentando sus credenciales al presidente Abdoulaye Wade en Dakar, 11 de agosto de 2011.

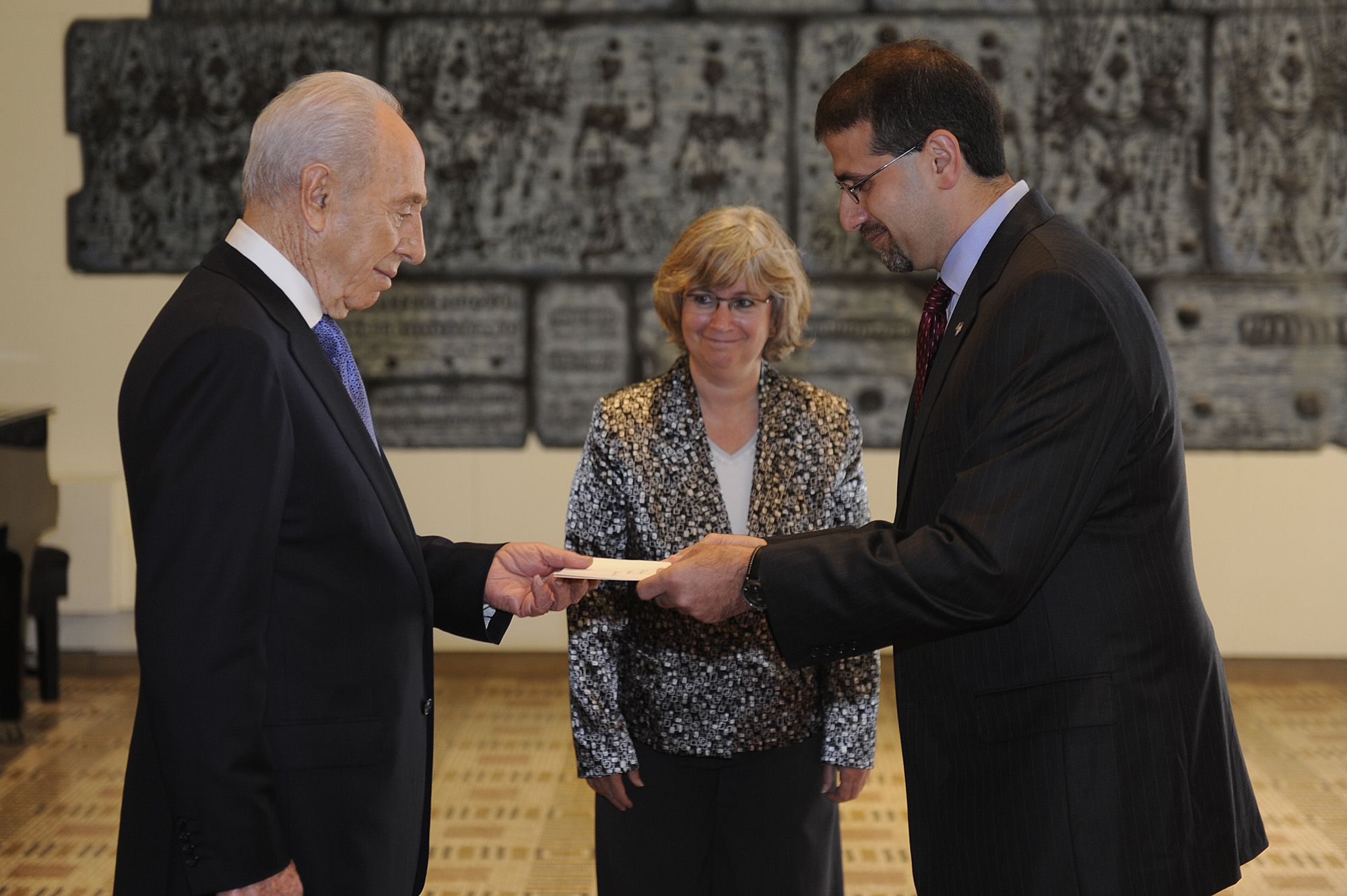
Daniel Shapiro, diplomático estadounidense, presenta sus credenciales al presidente israelí Shimon Peres, 3 de agosto de 2011.

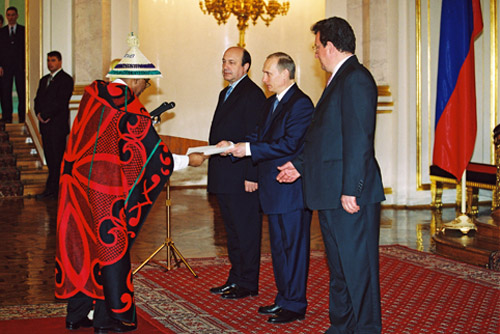
Tekiso Hati, embajador del Reino de Lesoto, presenta sus credenciales al Presidente de Rusia Vladímir Putin.

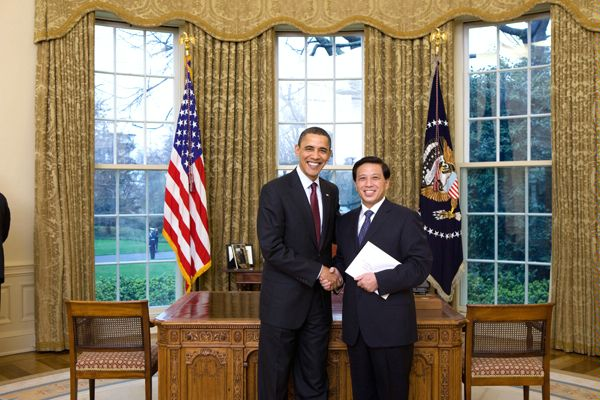
El presidente de los Estados Unidos Barack Obama recibe al embajador Zhang Yesui de la República Popular China en la Casa Blanca el 29 de marzo de 2010, durante la ceremonia de las credenciales para el recién nombrado embajador en Washington D. C.

Una carta credencial (generalmente, se usa en plural: cartas credenciales) es una carta formal usualmente enviada por un jefe de Estado a otro que otorga formalmente acreditación diplomática a un individuo (usualmente un diplomático) para ser su embajador en el país del jefe de Estado que recibe la carta. Una carta de retirada es, por el contrario, una carta enviada por un jefe de Estado a otro mediante la cual se retira a un embajador, como un medio de protesta diplomática o porque el diplomático ha sido reasignado a otro lugar y va a ser reemplazado por otro enviado.
En democracias parlamentarias, el jefe de Estado o sus representantes aceptan o rechazan las cartas credenciales basándose en consejos (es decir, instrucciones del gobierno que ponen al jefe de Estado en la obligación de obedecer) del gobierno de su Estado. En realidad, sin embargo, prácticamente siempre se aceptan, ya que ambos Estados ya han discutido sobre el tema antes de la ceremonia formal. Si fuera a ocurrir algo, ya habría tenido lugar en estas conversaciones previas.[cita requerida]
Hasta que un jefe de Estado o sus delegados aceptan formalmente la carta credencial, un embajador propuesto no toma formalmente el estatus diplomático, incluyendo la posesión de la inmunidad diplomática. En muchos Estados, un ministro del gobierno o un gabinete asistirán al jefe de Estado en la ceremonia para simbolizar el hecho de que la aceptación o el rechazo de la carta credencial está basada en un consejo de gobierno.[cita requerida]

## Disputas sobre el modo de la dirección
Las cartas credenciales son la forma más formal de intercambio entre Estados, con estilo formal y títulos. Esto puede ser significativo; por ejemplo, cuando la Italia Fascista destituyó al Haile Selassie de Abisinia (Etiopía) y reclamó su título, Emperador de Abisinia, para el Rey de Italia (Víctor Manuel III), no todos los Estados reconocieron este hecho (véase reconocimiento internacional), y algunas cartas credenciales se dirigieron al "Rey de Italia y Emperador de Abisinia" y otras al "Rey de Italia". El Rey Jorge VI, como Rey del Reino Unido de Gran Bretaña e Irlanda del Norte, dirigió sus credenciales al "Rey de Italia"; sin embargo, como Rey de Irlanda, en el consejo del gobierno irlandés de Éamon de Valera, dirigió sus cartas credenciales al "Rey de Italia y Emperador de Abisinia", porque el Estado Libre Irlandés, al contrario que el Reino Unido, reconoció el título imperial al Rey de Italia.[cita requerida]
También hubo disputas sobre el nombre del Estado irlandés. Entre el 29 de diciembre de 1937 y el 2 de diciembre de 1999, la Constitución de Irlanda reclamaba toda la isla de Irlanda como su territorio. La constitución también daba al Estado irlandés el nombre de Irlanda. El Reino Unido rechazó la reclamación territorial y adoptó la política de referirse al Estado usando formas como "República de Irlanda" o "Eire" (un anglicismo del nombre para Irlanda en irlandés) que no implicaba la soberanía irlandesa sobre la isla completa. Consecuentemente, en el consejo del Gobierno de su Majestad, la Reina Isabel II por un tiempo dirigió sus cartas credenciales al presidente de Irlanda con el nombre de, por  ejemplo, "Presidente Robinson". Este compromiso fue acordado por ambos gobiernos. Sin embargo, como parte del Acuerdo de Belfast, Irlanda rechazó su reclamación sobre el territorio de Irlanda del Norte y el Reino Unido aceptaba como su nombre oficial "Irlanda" y dirigía sus cartas credenciales al Presidente de Irlanda.[cita requerida]
Algunas monarquías tradicionales, particularmente las europeas, elaboraron sus comunicaciones formales en singular, pero las dirigieron a los presidentes y a otros jefes de Estado en plural mayestático. También solían cerrar formalmente las cartas con ‘Su buen hermano/hermana’, para soberanos, y con ‘Su buen amigo’, para otros líderes.[cita requerida]

## Jefe de Estado
Si un jefe de Estado envía una carta credencial a otro, lo contrario también es verdad. La persona que envía la carta credencial es, por implicación, un jefe de Estado (a menos que alguien actúe como representante de un jefe de Estado; por ejemplo, un Gobernador General). Esto fue una fuente de disputas en la Irlanda independiente desde diciembre de 1936 hasta la declaración de la República de Irlanda de 1949. Desde 1937 hasta 1949, Irlanda tuvo un Presidente de Irlanda y un Rey (Jorge VI, que había sido proclamado Rey de Irlanda). Hasta 1949, el rey de Irlanda tenía el poder de conceder acreditaciones de embajadores; a partir de ese momento, este poder fue concedido al presidente.[cita requerida]
En 2005, Canadá cambió sus cartas credenciales y cartas de revocación, eliminando todas las referencias a la reina Isabel II como Reina de Canadá (la jefa de Estado de Canadá), y en su lugar se colocó al Gobernador General como representante de la reina.[cita requerida] Australia y Nueva Zelanda siguieron su ejemplo, de acuerdo con el Secretario Privado de la Reina Isabel II. A la fecha,[actualizar] existe un movimiento para revertir estos cambios en Canadá (Liga Monárquica de Canadá).[cita requerida]